# Надзвичайні і Повноважні Посли країн Азії в Україні
Надзвичайні і Повноважні Посли країн Азії в Києві (Україна). Інформація актуальна станом серпень 2019 року.

## Афганістан
1. Мохаммад Аман (1996-2000), т.п.[1]
2. Саєд Махмуд Фарані (2000-2002), т.п.
3. Сейєд Мохаммад Хайрха (2002–2005), посол
4. Мохаммад Асеф Делавар (2005–2010)
5. Фазлуррахман Фазіл (2011-2013)
6. Мохаммад Акбар Мохаммаді (2013-2017)[2]
7. Сардар Мохаммад Рахманогли (2017-2020)[3][4].
8. Валі Монавар (2020-)[5].

## Бангладеш
1. Амір Хусейн Сікдер (Amir Hussain Sikder) (2005—2007)
2. Міджарул Кайєс (Mohamed Mijarul Quayes) (2007—2009)
3. Сейфул Хог (Saiful Hoque) (2010-2015)
4. Мохаммед Мафузур Рахман (Muhammad Mahfuzur Rahman)(2015 —)[6] з резиденцією у Варшаві[7][8].
5. Султана Лайла Хоссейн (Sultana Laila Hossein) (з 2023)[9][10]

## Бруней Даруссалам
1. Падука Махаді бін Хаджі Васлі (Dato Paduka Mahadi bin Hadj Wasli) (2004-2007)[11][12][13].
2. Пенгіран Касміран Тахір (Pengiran Kasmirhan Tahir) (2012—2013)[14][15]
3. Абу Суфіан Хаджі Алі (Abu Sufian Haji Ali) (2013-2014)[16]

## В'єтнам
1. Чіонг Тунг (1993–1997)
2. Доан Дик (1997–2002)
3. Ву Зіонг Хуан (2002–2007)
4. Нгуєн Ван Тхань (2007–2009)
5. Хо Дак Мінь Нгуєт (2009-2013)
6. Нгуєн Мінь Чі (2014[17][18]-2017)
7. Нгуєн Ань Туан (2017[19]-2020)
8. Нгуєн Хоан Тхань (2020 - )

## Ємен
1. Абдулвахаб Мохаммед Алі Аль-Раухані (Abdulwahab Mohammed Ali Al-Rawhani) (2003—2007), з резиденцією у Москві.
2. Салех Ахмед Аль-Хелалі (Mohammed Saleh Ahmed Al-Helali) (2008—2017)
3. Мірфат Фадл Муджалі (Mirfat Mujalli) (з 2020), з резиденцією у Варшаві.[20][21].

## Ізраїль
1. Маген Цві (1993—1998)
2. Анна Азарі (1998—2003)
3. Наомі Бен-Амі (2003—2006)
4. Зіна Калай-Клайтман (2006—2011)
5. Реувен Дін Ель (2011—2014)
6. Еліав Бєлоцерковські (2014–2018)[22][23]
7. Джоель Ліон (2018-2021)[24]
8. Михайло Бродський (2021-)[25]

## Індія
1. Деваре Судхір Тукарам (1992—1995)
2. Раджендра Раї Кумар (1995—1997)
3. Від'я Бхушант Соні (1997—2002)
4. Кіпген Шехкхолен (2002—2005)
5. Дебабрата Саха (2005—2009)
6. Джйоті Сваруп Панде (2010—2011)[26][27]
7. Раджив Кумар Чандер (2011—2016)[28][29]
8. Манодж Кумар Бхарті (2016—2018)
9. Партха Сатпатхі (2018—2022)[30]
10. Харш Кумар Джейн (2022-2024)[31]
11. Раві Шанкар (2024-)[32]

## Індонезія
1. Джанвар Марах Джані (Janwar Marah Jani) (1993–1994)[33][34], з резиденцією в Москві.
2. Роні Хендраван Курніаді (Rony Hendravan Kurniad) (1994–1997);[35][36], з резиденцією в Києві
3. Каджар Где Арса (Gde Arsa Kadjar) (1997–2001)[36];
4. Сіахаан Ремі Рамаулі (Remy Romauli Siahaan) (2001–2004)[37];
5. Александер Латуріув (Albertus Emanuel Alexander Laturiuw) (10.2005 – 1.06.2009)[38][39][40]
6. Дра Нініг Сунінгсіх Рохдіат (Nining Suningsih Rochadiat) (1.06.2009 – 08.2012)[41];
7. Нінік Кун Нар'яті (Niniek Kun Naryatie) (2012–2017)[42]
8. Юдді Кріснанді (Yuddy Chrisnandi) (2017–2021)[43]
9. Ґафур Акбар Дармапутра (Ghafur Akbar Dharmaputra) (2021–2022)[44][45]
10. Аріф Мухаммед Басалама (Arief Muhammad Basalamah) (з 2023)[46]

## Ірак
1. Хішам Ібрагім (2002) т.п.
2. Мусхер Аль-Дурі (2002—2003) т.п.
3. Халід Джасім Аш-Шамарі (2007—2010) т.п.
4. Шорш Халід Саїд (2010—2016)
5. Бакір Ахмад Азіз Аль-Джаф (2016—2021)[47]
6. Таан Хуссейн Аббас Хуссейн (2021—2024) т.п.[48][49][50]
7. Тарек Аділ Казем (з 2024)т.п.[51][52]

## Іран
1. Бехзад Мазахері (1992—1998)[53]
2. Ахмад Садег-Бонаб (1999—2003)[54]
3. Мобараке Бахман Тахеріян (2003—2006)[55][56]
4. Сейєд Муса Каземі (2006—2010)[57][58][59][60][61][62]
5. Акбар Гасемі Алі-Абаді (2010—2013)[63][64][65][66][67]
6. Мохаммад Бехешті-Монфаред (2014[68]- 2018[69])
7. Манучехр Мораді (2018—2022)[70][71]
8. Ісcа Асмаі, т.п.

## Йорданія
1. Абдель Ілах Мохамед Алі Аль Курді (Abdel Ilah Mohamed Ali Al Kurdi) (2003-)[72]
2. Ахмед Саатан Аль-Хассан (Ahmed Sataan Al-Hassan)[73]
3. Зіяд Хазер Салех аль Маджалі (Ziad Hazer Saleh Al Majali) (2015-)[74][75][76]
4. Ісмаїл Ісса Ріфаї (Ismail Isa Ismail Rifai) (2020-), з резиденцією в Анкарі.

## Казахстан
1. Клочков Юрій Олексійович (1994-1996)
2. Іскалієв Нажамеден Іксанович (1996-1999)
3. Чердабаєв Равіль Тажигарійович (1999-2003)
4. Жумабаєв Амангельди Жумабаєвич (2003-2011)
5. Тлесов Адиль Аймуханович (2011-2012) т.п.
6. Турісбеков Заутбек Каусбекович (2012 - 2015[77])
7. Ордабаєв Самат Ісламович (2016[78]-2020)
8. Калетаєв Дархан Аманович (22 лютого 2020[79]-)

## Камбоджа
1. Рос Конг (Ros Kong) (2000-2004)[80].

## Катар
1. Саад Мохамед Саад Аль-Кубейсі (Saad Mohamed Saad Al-Kobaisi) (2006-2009)[81]
2. Ахмед Сайф Аль-Мідаді (Ahmed Saif Al-Midhadi) (2009-2013)[82]
3. Джасім Бін Рашид Мубарак Аль-Халіфа (Jassim Rashid Mubarak al Khalifa) (2013-2017)[83]
4. пані Аїша Аль-Гаффарі (Aisha Al-Ghaffari) (2017-2018) т.п.[84]
5. Гаді Аль-Гаджрі (Hadi bin Nasser Mansour al-Hajri) (2018-)[85]

## Киргизстан
1. Чіналієв Улукбек Кожомжарович (1991—1998)
2. Сааданбеков Жумагул Сааданбекович (1998—2000)
3. Омуралієв Есенгул Касимович (2001—2005)
4. Мамкулов Еркін Бєйшєналієвич (2005—2010)
5. Аширов Борубек Чийбилович (2011—2016)
6. Сиргабаєв Батиркан Есенканович (2016—2017) т.п.
7. Шаріпов Жусупбек Шаріпович (2017-2022)
8. Кадиркулов Ідріс Анарбекович (з 2022)

## Китай
1. Чжан Чжень (1992—1995)
2. Пань Чжаньлінь (1995—1998)
3. Чжоу Сяопей (1998—2000)
4. Лі Ґобан (2000—2003)
5. Яо Пейшен (2003—2005)
6. Ґао Юйшен (2005—2007)
7. Чжоу Лі (2007—2010)
8. Чжан Сіюнь (2010-2016)
9. Ду Вей (2016-2019)
10. Фань Сяньжун (2020-2024)
11. Ма Шенкунь (з 2024)

## КНДР
1. Чжо Сон Бом (1994-2000), з резиденцією в Києві[86]
2. Кім Йон Дже (2006-2014), з резиденцією в Москві[87]

## Корея
1. Ань Хен Вон (1993–1995)
2. Хан Чун Лі (1995–1998)
3. Канг Кин Тек (1998–2000)
4. Джанг Шин (2000–2003)
5. Лі Сонг Джу (2003–2006)
6. Хо Сун Чьол (2006–2008)
7. Пак Ро Бьок (2008–2011)
8. Кім Ин-Цжун (2011-2014)
9. Сол Кьон Хун (2014-2016)[88]
10. Лі Янг Гу (2016-2019)[89]
11. Квон Кі Чанг (2019-2021)
12. Кім Хьонг Те (2021-2025)
13. Пак Кічанг (2025-)

## Кувейт
1. Ахмед Абдулла Аль-Мубаракі (1995–1997)
2. Салех Салем Юсуф М. Аль-Лугхані (1997–1998)
3. Аль-Дуейлах Халет Мутлак Заєд (1998–2001)
4. Хафіз Мохамед Аль Аджмі (2001–2006)
5. Хамуд Юсіф Мішарі Аль-Роудан (2006–2010)
6. Юсеф Хусейн Аль-Ґабанді (2010-2016)
7. Рашід Хамад Аль Адвані (2016[90]-)

## Лаос
1. Тхонгсаван Фомвіхан (Thongsavanh Phomvihane) (2004-2009)[91]
2. Сомпхон Сітялин (Somphone Sichaleune) (2009—2011)
3. Тхієнг Буфа (Thieng Boupha) (2012-)[14]

## Ліван
1. Юсеф Садака (Youssef Sadaka) (2006—2013)
2. Клод Халіль Аль-Хаджаль (Claude Khalil Al Haj Al) (2013—2017)[92]
3. Алі Дахер (Ali Daher) (2018-)

## Малайзія
1. Абдул Рахман Рахім (Abdul Rahman Rahim) (22 лютого 1995–1997), з резиденцією у Варшаві
2. Мухаммад Нох (Muhammad Noh) (8 квітня 1997–2000
3. Нг Бак Hai (Ng Bak Hai) (24 жовтня 2000–2004)
4. Дауд Мохд Юсофф (Daud Mohd Yusoff) (30 квітня 2004–2004)
5. пані Амінахтун Карім Шахарудін (Aminathun Karim Shaharuddin) (18 листопада 2004[93] — 2008), з резиденцією у Києві
6. Абдулла Сані Омар (Abdulla Sani Omar)[94] (30 січня 2008–2011)
7. Чуа Теонг Бан (Chuah Teong Ban) (6 квітня 2011-23 грудня 2015)
8. Датук Аяуф Бачі (Datuk Ayauf Bachi) (14 червня 2016-2018)
9. Раджа Реза Раджа Заіб Ша (Raja Reza bin Raja Zaib Shah) (21 вересня 2018 — 2021)[95][96].
10. пані Фадгіла Дауд (2021 —)т.п.

## Монголія
1. Гуржавін Ердене (Gurjavin Erdene) 1996[97], з резиденцією в Києві
2. Тугалхуу Баасансурен (Tugalhuu Baasansuren) (2005—2008)[98][99], з резиденцією у Варшаві.
3. Отгон Дамбійням (Otgon Dambiinyam) (2009—2012)[100]
4. Адія Ганбаатар (Adia Ganbaatar) (2013—2016)[101]
5. Немех Батаа (Nemeh Bataa) (2016-2020)[102]
6. Дорж Бархас (Dorj Barkhas) (2020-)

## М'янма
1. Тін Со (Tin Soe) (2000-2006)[103], з резиденцією в Москві.
2. Мін Тейн (Min Thein) (2008-2012)[104]
3. Тін Ю (Tin Yu) (2013-2017)[105][106][107]
4. Ко Ко Шейн (Ko Ko Shein)

## Непал
1. Кумар Прасад Гьявалі (Kumar Prasad Gyawali) (1995-1996), з резиденцією в Москві[108].
2. Лал Бахадур Хадаят (Lal Bahadur Khadayat) (1996–1998)
3. Ліла Прасад Шарма (Lila Prasad Sharma) (2002-2005)[109][110]
4. Хіранія Лал Шреста (Hiranya Lal Shrestha) (2005-2006)[111]
5. Сур'я Кіран Гурунг (Surya Kiran Gurung) (2007-2012)[112][113][114]
6. Раві Мохан Сапкота Копіла (Ravi Mohan Sapkota Kopila)	(2013–2016)[115]
7. Рамеш Прасад Ханал (Ramesh Prasad Khanal) (2016-), з резиденцією в Берліні.

## ОАЕ
1. Мохаммед Алі Аль-Осеймі (Mohammed Ali Al-Osaimi) (2005-2008)[116][117]
2. Омар Сайф Гобаш (Omar Saif Ghobash) (2010-2012)[118].
3. Абдулсалям Хареб Обайд Аль-Румейсі (Abdulsalam Hareb Obaid AlRomaithi) (2014-2017)[119]
4. Салем Ахмед Аль-Каабі (Salem Ahmed Salem Al Kaabi) (2017-)[120]

## Оман
1. Абдалла Бен Захер Бен Саіф Аль-Хусані (Al Sheikh Abdullah bin Zaher bin Saif Al Hussani) (2008-2010)[121]
2. Мохамад Авад Бен Абдул Рахман Аль Хасан (Mohammed bin Awad bin Abdulrahman al Hassan) (2010-2013)[122][123]
3. Юсеф Ісса Алі Аль-Заджалі (Yousuf Issa Ali Al Zadjali) (2013-)[124]

## Палестина
1. Валід Авад Закут (2001—2005)
2. Халід Ахмед Арікат (2006—2010)
3. Мохаммед Касем Аль-Асаад (2010—2019)
4. Нідаль Ель-Котоб (2019—2020) Тимчасовий повірений справах
5. Гашем Хасан Даджані (з 2020)[125]

## Пакистан
1. Мірза Тарік Фарук (1997—2000)
2. Шамун Алам Хан (2000—2004)
3. Газанфар Алі Хан (2007—2010)
4. Ахмад Наваз Салім Мела (2010—2012)
5. Зафар Ігбал (2012—2013) т.п.
6. Ваджахат Алі Муфті (2013—2015)[126][127]
7. Атар Аббас (2015—2018)[128]
8. Захід Мубашір Шейх (2018 —2020)[129].
9. Ноель Ізраель Хохара (2020—2022)
10. Надір Хан (з 2023)

## Саудівська Аравія
1. Мухаммад Хасан Абдельвалі (Muhammad Hassan Abdelwali) (2000-2005)[130]за сумісництвом.
2. Джудія Алхазал (Judiya Alhathal) (2010-2019)[131]
3. Мохаммад бін Абдуллах Аллвіхан Алангрі (2019-) т.п.
4. Мохаммед бін Сулейман аль-Машар (Mohammed bin Suleiman al-Mashar) (2020-)[5].

## Сінгапур
1. Марк Хонг Тат Сун (Mark Hong Tat Soon) (1995-2002), з резиденцією в Москві
2. Майкл Тей Чеоу Енн (Michael Тау Cheow Ann) (2002-2008);
3. Саймон Тенсінг Де Круз (Simon Tensing De Cruz) (2008-2012);
4. Саймон Тенсінг Де Круз (Simon Tensing De Cruz) (2012-), з резиденцією в Сінгапурі

## Сирія
1. Сулейман Абудіяб (Sulaiman Abudiab) (2005-2011)
2. Мохамед Саід Акіль (Mohamed Said Akil) (2011-)
3. Мохаммад Сабах Аль Хадж Бакрі т.п.

## Таджикистан
1. Сафаров Сафар Гаюрович (2001—2007), посол
2. Достієв Абдулмаджид Салімович (2008—2010)
3. Султонов Шухрат Музафарович (2010-2015)
4. Холбобоєв Файзулло Самадовіч (2015—2020)[132]
5. Назрізода Давлаталі Хайдар (з 2020)

## Таїланд
1. Касіт Піром (Kasit Piromya) (1991—1994), з резиденцією в Москві;
2. Сучітра Хіранпрук (Suchitra Hiranprueck) (1997—1999)
3. Вічієн Ченсавасдіджай (Vichien Chensavasdijai) (1999—2000);
4. Рангсан Пхахолйотін (Rangsan Phaholyothin) (2001—2005);
5. Сораюта Промподжта (Sorayouth Prompojta) (2005—2008)
6. Супхот Діракаосал (Suphot Dhirakaosal) (2008—2011);
7. Шалермполь Танчітт (Chalermpol Thanchitt) (2011—2012)[133];
8. Ітті Дітбанжонг (Itti Ditbanjong) (2012—2018)[134]
9. пані Сансані Сахуссарунгші (Sansanee Sahussarungsi) (2018—2020), з резиденцією у Варшаві
10. Четтапхан Максампхан (นายเชษฐพันธ์ มากสัมพันธ์; Chettaphan Maksamphan) (2020-2023)
11. Ураса Монгколнавін (Urasa Mongkolnavin)(з 2024)[135]

## Османська імперія/Туреччина
1. Ахмед Мухтар-бей Моллаогли (тур. Ahmet Muhtar Mollaoğlu) (1918), посол;
2. Риза Нур (тур. Rıza Nur) (1922), керівник делегації;
3. Гармен Аджар (тур. Acar Germen) (15.04.1992 — 30.11.1997), посол;
4. Караосманоглу Альп (тур. Alp Karaosmanoğlu) (01.12.1997 — 15.11.2001);
5. Джанкорель Алі Більге (тур. A. Bilge Cankorel) (01.12.2001 — 16.12.2005);
6. Ердоган Шериф Ішджан (тур. Erdoğan İşcan) (23.12.2005 — 02.11.2009);
7. Ахмет Бюлент Мерич (тур. Ahmet Bülent Meriç) (01.12.2009 — 15.11.2011);
8. Мехмет Самсар (тур. Mehmet Samsar) (01.12.2011 — 16.12.2013);
9. Йонет Джан Тезель (тур. Yönet Can Tezel) (01.02.2014 — 13.09.2018)[17]
10. Ягмур Ахмет Гульдере (тур. Yağmur Ahmet Güldere) (07.01.2019 —жовтень 2023)[136]
11. Мустафа Левент Більген (тур. Mustafa Levent Bilgen) (14.09.2023 —)[137]

## Туркменістан
1. Алов Недірмамед (1995–1999)
2. Байрамов Аман-Гильди Овезович (1999–2007)
3. Непесов Арслан Сакоєвич (2007–2008)
4. Мурадов Сердар Сахатович (2008–2010) т.п.
5. Аманмурадов Нурберди Аманмурадович (2010-2018)
6. Какаджан Сапаралієв (2018-2020) т.п.
7. Тойли Атаєв (з 2020)[125]

## Узбекистан
1. Алішер Агзамходжаєв (1995—1998)
2. Шахалілов Шамансур Шахалілович (1998—2002)
3. Равшанбек Олімов (2003—2006)
4. Хайдаров Ілхом Уткурович (2006—2009)
5. Юсупов Батир Пулатович (2009—2012) т.п.
6. Абдуалієв Алішер Хабібуллаєвич (2012-2019)
7. Ібрагімов Баходир Юлдашевич (2019-2020) т.п.
8. Курманов Алішер Анварович (2020-)

## Філіппіни
1. Ернесто Вільяріка Льямас (Ernesto V. Llamas)
2. Віктор Гарсіа III (Victor G. Garcia III)[138]
3. Алехандро Бунол Москера (Alejandro Bunol Mosquera) (2012-)[139]
4. пані Лея Бейсінанг-Руїз (Leah M. Basinang-Ruiz) (2020-)[20].

## Шрі-Ланка
1. Нагорпітчай Сіккандер (Nagoorpitchai Sikkander) (1998-2003)[140], з резиденцією у Москві
2. Укку Банда Вієкон (Ukku Banda Wijekoon) (2003-2004)[141][142]
3. Невілл Ранасурія (Neville R.B. Ranasuriya) (2005-2006)[143][144]
4. Удаянга Віратунга (Udayanga Weeratunga) (2006-2015)
5. Пакір Мохідін Амза (Pakeer Mohideen Amza) (2017-2021)[145], з резиденцією в Анкарі[146]
6. Мохамед Різві Хассен (Mohamed Rizvi Hassen) (2021-2024)[147]
7. Хасанті Уругодаватте Діссанаяке (Hasanthi Urugodawatte Dissanayake) (2025-)[148]

## Японія
1. Едамура Суміо (12 червня 1992 — 13 квітня 1993), з резиденцією в Москві[149]
2. Суедзава Шьоджі (13 квітня 1993 — 1 жовтня 1996), з резиденцією в Києві[149]
3. Курокава Юджі (21 жовтня 1996 — 28 травня 1999)[149]
4. Хонда Хітоші (21 липня 1999 — 1 вересня 2002)[149]
5. Амае Кішічіро (20 вересня 2002 —30 вересня 2005)[149]
6. Мабучі Муцуо (4 жовтня 2005 — 1 вересня 2008)[149]
7. Ідзава Тадаші (3 вересня 2008 — 26 серпня 2011)[149]
8. Саката Тоічі (1 вересня 2011 — 29 серпня 2014)[149]
9. Сумі Шігекі (29 серпня 2014 — 26 листопада 2018)[149]
10. Кураі Такаші (4 грудня 2018 — 27 серпня 2021)[149]
11. Мацуда Кунінорі (9 грудня 2021 — 13 жовтня 2024)[150]
12. Масаші Накаґоме (з 21 жовтня 2024)[151]